# Elisa Matilla
Elisa Matilla (Madrid, 18 de maig de 1966) és una actriu espanyola nascuda a Madrid.

## Biografia
Va ser criada entre Sevilla i Priego de Córdoba. Formada a l'Escola d'Art Dramàtic de Sevilla, en la que va ingressar als 16 anys, debuta davant la càmera a Televisió Espanyola amb el programa Pero ¿esto qué es? (1989-1990), d'Hugo Stuven. aquest mateix any de 1990 realitza la seva primera intervenció cinematogràfica en la pel·lícula Yo soy ésa, protagonitzada per Isabel Pantoja.
Durant la dècada dels noranta intervé en alguns dels títols més taquillers del cinema espanyol, com El maestro de esgrima (1992), ¿Por qué lo llaman amor cuando quieren decir sexo? (1993), Cha-cha-chá (1998) o Km. 0 (2000).
Des dels seus inicis, s'ha prodigat igualment en el mitjà televisiu. En l'estiu de 1992 va presentar el concurs Juegos sin fronteras i la nit de nadal va protagonitzar amb Paco Valladares Telepasión y olé.
Amb posterioritat ha participat a les següents sèries: Por fin solos (1995), Todos los hombres sois iguales (1996-1998), Condenadas a entenderse (1999), 7 vidas (2002), interpretant Nieves, la parella sentimental de Diana (Anabel Alonso), Aquí no hay quien viva (2005) i En buena compañía (2006), a les cadenes integrades a la FORTA. El 2010 comença a interpretar a Lola, en la reeixida sèrie de Telecinco Tierra de lobos.
En teatre ha participat en la posada en escena, entre d'altres, dels següents muntatges: Qué asco de amor (1998), Palabras encadenadas (2001), El burlador de Sevilla (2003), Dakota (2003), Salomé (2005), Mentiras, incienso y mirra (2008), Karaoke (2010), Lifting (2012), Sofocos plus (2015), Gibraltareña (2016) un monòleg molt divertit de la vida de "Lola la Gibral", Lavar, Marcar y Enterrar (2016).
El 2017 va estrenar Como la espuma de Roberto Pérez Toledo. El juny de 2018 s'incorpora com a col·laboració especial a la sisena temporada del serial Amar es para siempre en el paper de Mariola Sánchez de las Eras. A finals de 2018 s'anuncia la seva participació a Toy Boy, una ficció sobre strippers produïa per Plano a Plano per Antena 3.